# Maren Prækfaders
Maren Prækfaders egentligen Maren Christens(datter), död 1577, var en dansk kvinna som avrättades för häxeri i Ribe, vars protokoll från 1572–1652 är de mest välbevarade av alla danska häxprocesser, och därför har blivit de bäst undersökta av de danska häxprocesserna.
Hon var en fattig gammal innevånare i Ribe.
Hon tillhörde tillsammans med Giertrud Povels de kvinnor i Ribe som utpekades av den kvinna som hade avrättats för häxeri i Hvidding Herred. När Giertrud Povels hade undergått tortyr hade Maren försökt fly från Ribe, vilket togs som ett bevis på hennes skuld när hon greps. Vid rättegången inkallades alla ur allmänheten som hade kunskap om hennes eventuella trolldom att vittna. Ett vittne uppgav att Maren, under ett besök för att tigga, hade stuckit in sin käpp i en tunnas tappningshål, vilket hade tolkats som att hon hade utövat trolldom.
I fängelset besöktes Maren av en rad av stadens ämbetsmän som frågade henne om andra häxor även utanför förhören, och hon namngav en rad av stadsbornas hustrur som häxor. När en ämbetsman, make till en av de av henne utpekade kvinnorna frågade om hon hade talat sanning svarade hon nej, och slutligen:
'Her sidder jeg en gammel sanseløs stakkels menneske, jeg ved der slet intet af, lader mig nu være tilfreds'.
När hon underkastades tortyr erkände hon sig skyldig och utpekade en rad medbrottslingar. De kvinnor hon utpekade tillhörde dock Ribes välmående borgerskap istället för de fattiga, vilket var en anledning till att häxprocessen upphörde efter hennes avrättning; en av dem hon utpekade, Ingeborg Hark, var medlem av borgerskapet och svor sig från anklagelserna, vilket var lättare att göra för en medlem av de högre samhällsklasserna, som normalt fick fler personer villiga att gå ed på deras oskuld.
Hon avrättades genom bränning på bål.